# Tamaryokucha
El Tamayokucha (玉緑茶) es un té verde japonés delicado que tiene un sabor ácido, a bayas, con un largo regusto almendrado y un aroma profundo con todos cítricos, herbales y a bayas.
Puede ser procesado de dos formas para destruir las enzimas: secado en sartén o al vapor. Muchos creen que el vapor conserva las vitaminas y antioxidantes mejor que la sartén. El sabor varía de uno a otro método: la versión secada en sartén tiene más aroma a vegetales.
Se produce en la región de Kyūshū. El té es amarillo dorado y debe infusionarse a 70 °C unos 2 minutos. El nivel de teína es normal para el té verde y puede beberse todo el día. Puede reinfundirse, obteniendo un sabor ligeramente distinto.
- Datos: Q2596949